# قزل-قرغان (شهرستان آراوان)
قزل-قرغان (به لاتین: Kyzyl-Korgon) یک منطقهٔ مسکونی در قرقیزستان است که در شهرستان آراوان واقع شده‌است. قزل-قرغان ۱٬۰۱۴ نفر جمعیت دارد.